# Akis (escarabajo)
Akis es un género de escarabajos de la familia Tenebrionidae.

## Especies
- Akis acuminata (Fabricius, 1787)
- Akis bacarozzo Schrank, 1786
- Akis bremeri Ardoin, 1979
- Akis discoidea Quensel, 1806
- Akis elegans Charpentier, 1825
- Akis elongata Brulle, 1832
- Akis granulifera Sahlberg, 1823
- Akis hispida Herbst, 1799
- Akis italica Solier, 1836
- Akis latreillei Solier, 1836
- Akis reflexa Solier, 1836
- Akis sansi Solier, 1836
- Akis spinosa (Linnaeus, 1764)
- Akis subterranea Solier, 1836
- Akis subtricostata Redtenbacher, 1850
- Akis trilineata Herbst, 1799
- Akis tuberculata Kraatz, 1865